# Abdul Hafiz Pirzada
Abdul Hafiz Pirzada (Urdu عبدالحفیظ پیرزادہ‎; * 24. Februar 1935 in Sukkur, Britisch-Indien, heute: Sindh, Pakistan; † 1. September 2015 in Reading, Berkshire, England) war ein pakistanischer Politiker.

## Leben
Pirzada war der Sohn des Politikers Pirzada Abdus Sattar, der zwischen 1953 und 1954 Chief Minister der Provinz Sindh war. Nach dem Schulabschluss absolvierte er ein Studium der Rechtswissenschaften und erhielt seine anwaltliche Zulassung als Barrister an der Anwaltskammer (Inns of Court) von Lincoln’s Inn. Nach seiner Rückkehr nahm er 1957 eine anwaltliche Tätigkeit in der Anwaltskammer von Zulfikar Ali Bhutto auf und erhielt eine Zulassung am Obergericht von Westpakistan. 1959 eröffnete er seine eigene Anwaltskanzlei Hafeez Pirzada Law Associates in Karatschi und wurde als Rechtsanwalt beim Obersten Gerichtshof zugelassen.
Während der Regierung von Staatspräsident Zulfikar Ali Bhutto fungierte er zwischen 1971 und 1973 als Bildungsminister und war zugleich von 1971 bis 1972 erst Informationsminister sowie im Anschluss zwischen 1972 und 1973 Minister für interprovinzielle Koordination. Während der darauf folgenden Amtszeit von Staatspräsident Fazal Ilahi Chaudhry bekleidete er im Kabinett von Premierminister Zulfikar Ali Bhutto zwischen 1973 und 1974 erst das Amt des Ministers für Recht und Parlamentsangelegenheiten und war in dieser Funktion maßgeblich an der Erstellung und Verabschiedung der Verfassung von 1973 beteiligt. Anschließend fungierte er von 1974 bis 1977 als Minister für Bildung und Provinzkoordination. Zuletzt wurde er am 30. März 1977 Nachfolger von Rana Mohammad Hanif Khan als Finanzminister Pakistans und bekleidete dieses Ministeramt bis zum 5. Juli 1977. Im Anschluss nahm er wieder seine Tätigkeit als Rechtsanwalt beim Obersten Gerichtshof von Pakistan wieder auf.
Pirzada war verheiratet und Vater zweier Söhne sowie zweier Töchter.